# Politique dans le canton de Vaud

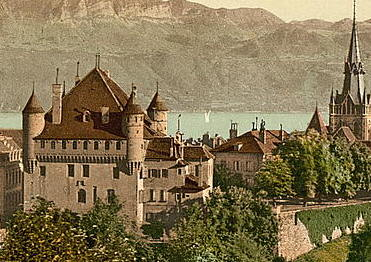
Le Château Saint-Maire (siège du gouvernement, à gauche de l'image) et le Grand Conseil du canton de Vaud (parlement, à droite), vers 1900.

C'est le 24 janvier 1798, à la suite de la Révolution vaudoise, que le canton de Vaud obtient son indépendance vis-à-vis de Berne. Lausanne devient capitale du nouveau canton du Léman, ainsi qu'il sera nommé au sein de l'éphémère République helvétique, avant que Bonaparte n'impose à la Suisse une nouvelle constitution, organisée selon un modèle fédéral : l'Acte de médiation.

## Généralités
En Suisse, les cantons sont des États souverains dans tous les domaines où ils n'ont pas délégué de compétences à la Confédération. Ainsi, chaque canton dispose d'une constitution, d'un exécutif, d'un législatif et d'un pouvoir judiciaire propres. Les droits, politiques notamment, peuvent varier assez sensiblement d'un canton à l'autre, voire d'une commune à l'autre (par ex. le droit de vote des étrangers). Les citoyens suisses sont d'abord citoyens de leur canton et finalement de la Confédération suisse.
Les cantons disposent de larges prérogatives en ce qui concerne l'éducation et la formation, la santé, l'aide sociale, l'organisation de la justice, la police ou les transports. Les cantons lèvent aussi des impôts et taxes. Ils ne délèguent guère au gouvernement fédéral que la défense, les douanes, les affaires étrangères et les grandes infrastructures comme les chemins de fer et la construction des autoroutes. Les communes ne délèguent elles-mêmes que certaines prérogatives au canton, chaque commune établit par exemple souverainement les impôts et les taxes qui s'appliquent à ses résidents.
Le canton de Vaud était régi par la Constitution du 1er mars 1885. Une assemblée constituante a été élue par le peuple vaudois le 7 février 1999, afin de rédiger une nouvelle constitution qui est entrée en vigueur le 14 avril 2003.

### Droits civiques
L'exercice des droits politiques sur le plan fédéral est définie dans la loi fédérale sur les droits politiques et l'ordonnance sur les droits politiques.
L'exercice des droits politiques sur le plan cantonal et communal est définie dans la loi sur l'exercice des droits politiques et le règlement d'application de la loi sur l'exercice des droits politiques.
En 1959, le canton de Vaud fut le premier canton suisse à accorder le droit de vote aux femmes pour les élections et votations cantonales. Mais il faudra attendre 1971 pour que les femmes puissent voter sur le plan fédéral.
Depuis 2002, les personnes de nationalité étrangère ont la possibilité de voter et d'être élues sur le plan communal (commune du canton de Vaud), si elles résident depuis dix ans de manière continue en Suisse, et depuis trois ans de manière continue dans le canton de Vaud.

### Partis politiques
De la droite à la gauche :
- Union démocratique du centre (UDC)
- Union démocratique fédérale (UDF)
- Parti libéral-radical (PLR)
- Vert'libéraux (VL)
- Le Centre (LC)
- Vaud libre (VL)
- Parti Socialiste vaudois (PSV)
- Les Verts
- Parti ouvrier et populaire (POP)
- solidaritéS (solid.)
- décroissances alternatives (da.)

## Niveau fédéral

### Représentant vaudois auConseil fédéral
Guy Parmelin (UDC) est élu au Conseil fédéral le 9 décembre 2015. Le 1er janvier 2016, il prend ses fonctions au sein du Département fédéral de la défense, de la protection de la population et des sports. Le précédent Vaudois qui avait siégé au Conseil fédéral était Jean-Pascal Delamuraz (PRD), de 1984 à 1998.
| Portrait | Nom                     | Parti | Parti | Élection         | Retrait           | Date de naissance | Date de décès     | Remarques                                                             |
| -------- | ----------------------- | ----- | ----- | ---------------- | ----------------- | ----------------- | ----------------- | --------------------------------------------------------------------- |
|          | Daniel-Henri Druey      | R     |       | 15 novembre 1848 | 29 mars 1855      | 12 avril 1799     | 29 mars 1855      | Meurt en cours de fonctions.                                          |
|          | Constant Fornerod       | R     |       | 11 juillet 1855  | 31 décembre 1867  | 30 mai 1819       | 27 novembre 1899  |                                                                       |
|          | Victor Ruffy            | R     |       | 1er janvier 1868 | 29 décembre 1869  | 18 janvier 1823   | 29 décembre 1869  | Meurt en cours de fonctions.                                          |
|          | Paul Ceresole           | R     |       | 1er février 1870 | 31 décembre 1875  | 16 novembre 1832  | 7 janvier 1905    |                                                                       |
|          | Louis Ruchonnet         | R     |       | 3 mars 1881      | 14 septembre 1893 | 28 avril 1834     | 14 septembre 1893 | Élu après avoir refusé le poste en 1875. Meurt en cours de fonctions. |
|          | Eugène Ruffy            | PRD   |       | 14 décembre 1893 | 31 décembre 1899  | 2 août 1854       | 25 octobre 1919   |                                                                       |
|          | Marc-Emile Ruchet       | PRD   |       | 1er janvier 1900 | 13 juillet 1912   | 14 septembre 1853 | 13 juillet 1912   | Meurt en cours de fonctions.                                          |
|          | Camille Decoppet        | PRD   |       | 17 juillet 1912  | 31 décembre 1919  | 4 juin 1862       | 14 janvier 1925   |                                                                       |
|          | Ernest Chuard           | PRD   |       | 1er janvier 1920 | 31 décembre 1928  | 31 juillet 1857   | 9 novembre 1942   |                                                                       |
|          | Marcel Pilet-Golaz      | PRD   |       | 1er janvier 1929 | 31 décembre 1944  | 31 décembre 1889  | 11 avril 1958     |                                                                       |
|          | Rodolphe Rubattel       | PRD   |       | 1er janvier 1948 | 31 décembre 1954  | 4 septembre 1896  | 18 octobre 1961   |                                                                       |
|          | Paul Chaudet            | PRD   |       | 1er janvier 1955 | 31 décembre 1966  | 17 novembre 1904  | 7 août 1977       |                                                                       |
|          | Pierre Graber           | PS    |       | 10 décembre 1969 | 31 janvier 1978   | 6 décembre 1908   | 19 juillet 2003   | Premier et unique représentant du Parti socialiste vaudois            |
|          | Georges-André Chevallaz | PRD   |       | 1er janvier 1974 | 31 décembre 1983  | 7 février 1915    | 8 septembre 2002  |                                                                       |
|          | Jean-Pascal Delamuraz   | PRD   |       | 1er janvier 1984 | 31 mars 1998      | 1er avril 1936    | 4 octobre 1998    |                                                                       |
|          | Guy Parmelin            | UDC   |       | 1er janvier 2016 |                   | 9 novembre 1959   |                   |                                                                       |

### Représentants vaudois à l'Assemblée fédérale

#### AuConseil national
Sur 200 conseillers nationaux au Conseil national à Berne, 19 sièges sont attribués pour le canton de Vaud.
Représentation pour la 52e législature de l'Assemblée fédérale suisse (décembre 2023 - décembre 2027) :
| Portrait | Nom                     | Parti | Parti | Groupe | Groupe | Sortant | Voix   | Date de naissance | Profession ou titre                  | Remarques                                                                                |
| -------- | ----------------------- | ----- | ----- | ------ | ------ | ------- | ------ | ----------------- | ------------------------------------ | ---------------------------------------------------------------------------------------- |
|          | Samuel Bendahan         | PS    |       | S      |        | Oui     | 55 404 | 11 juin 1980      | Consultant, maître d'enseignement    |                                                                                          |
|          | Michaël Buffat          | UDC   |       | V      |        | Oui     | 30 883 | 27 septembre 1979 | Responsable d'agence bancaire        |                                                                                          |
|          | Isabelle Chappuis       | LC    |       | M-E    |        | Non     | 7 616  | 17 mars 1971      | Economiste                           |                                                                                          |
|          | Brigitte Crottaz        | PS    |       | S      |        | Oui     | 51 241 | 6 octobre 1957    | Médecin, endocrinologue-diabétologue |                                                                                          |
|          | Olivier Feller          | PLR   |       | RL     |        | Oui     | 46 717 | 30 août 1974      | Juriste, lobbyiste                   |                                                                                          |
|          | Sylvain Freymond        | UDC   |       | V      |        | Non     | 28 505 | 29 mars 1984      | Agriculteur                          |                                                                                          |
|          | Jessica Jaccoud         | PS    |       | S      |        | Non     | 41 475 | 16 août 1983      | Avocate                              |                                                                                          |
|          | Raphaël Mahaim          | PES   |       | G      |        | Oui     | 32 608 | 31 décembre 1983  | Avocat, chargé de cours à la HES-SO  |                                                                                          |
|          | Sophie Michaud Gigon    | PES   |       | G      |        | Oui     | 35 694 | 20 janvier 1975   | Directrice d'une ONG                 |                                                                                          |
|          | Jacques Nicolet         | UDC   |       | V      |        | Oui     | 34 453 | 24 octobre 1965   | Maître agriculteur                   |                                                                                          |
|          | Roger Nordmann          | PS    |       | S      |        | Oui     | 55 530 | 23 mars 1973      | Licenciée en sciences politiques     |                                                                                          |
|          | Yvan Pahud              | UDC   |       | V      |        | Non     | 30 615 | 9 mars 1980       | Charpentier Forestier-bûcheron       |                                                                                          |
|          | Léonore Porchet         | PES   |       | G      |        | Oui     | 31 516 | 9 juillet 1989    | Cheffe de projet en communication    |                                                                                          |
|          | Jacqueline de Quattro   | PLR   |       | RL     |        | Oui     | 51 513 | 28 juin 1960      | Avocate                              |                                                                                          |
|          | Daniel Ruch             | PLR   |       | RL     |        | Oui     | 40 252 | 20 mars 1963      | Bûcheron                             | Obtient son siège à la suite de l'élection de Pascal Broulis au Conseil des États.       |
|          | Jean Tschopp            | PS    |       | S      |        | Non     | 42 363 | 12 janvier 1982   | Juriste                              |                                                                                          |
|          | Brenda Tuosto           | PS    |       | S      |        | Non     | 40 974 | 6 janvier 1989    | Urbaniste                            | Obtient son siège à la suite de l'élection de Pierre-Yves Maillard au Conseil des États. |
|          | Céline Weber Koppenburg | PVL   |       | GL     |        | Oui     | 13 754 | 22 août 1974      | Ingénieure                           |                                                                                          |
|          | Laurent Wehrli          | PLR   |       | RL     |        | Oui     | 41 340 | 4 juin 1965       | Licencié en lettres                  |                                                                                          |

#### AuConseil des États
Représentation pour la 52e législature de l'Assemblée fédérale suisse (décembre 2023 - décembre 2027) :
| Portrait | Nom                  | Parti | Parti | Groupe | Groupe | Sortant | Voix    | Date de naissance | Élection         | Profession ou titre     | Remarques |
| -------- | -------------------- | ----- | ----- | ------ | ------ | ------- | ------- | ----------------- | ---------------- | ----------------------- | --------- |
|          | Pascal Broulis       | PLR   |       | RL     |        | Non     | 89 058  | 3 avril 1965      | 12 novembre 2023 | Banquier                |           |
|          | Pierre-Yves Maillard | PS    |       | S      |        | Non     | 101 880 | 16 mars 1968      | 22 octobre 2023  | Enseignant Syndicaliste |           |

## Niveau cantonal

### Pouvoir législatif

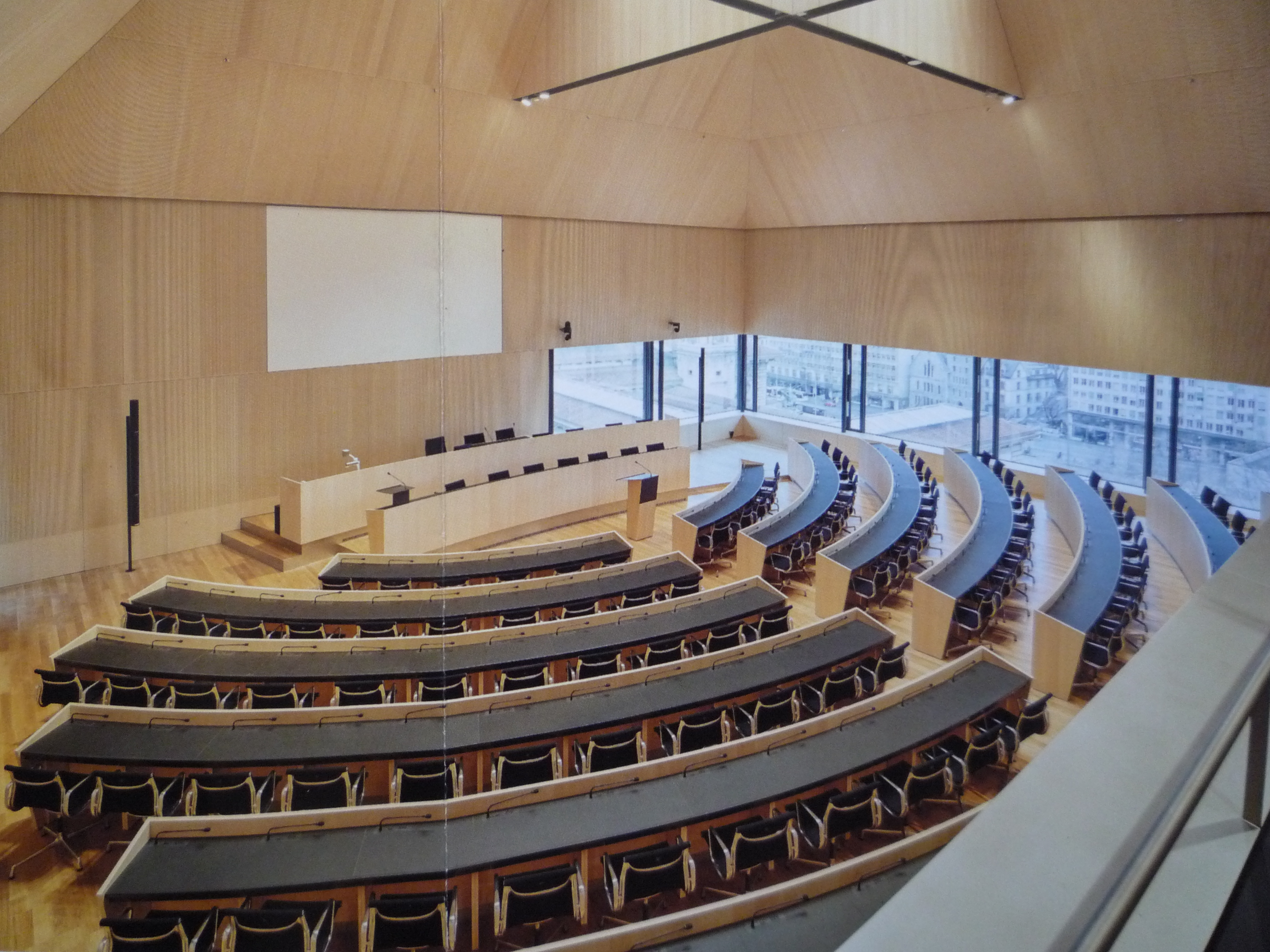
La salle du Grand Conseil du canton de Vaud, inaugurée en 2017.

Le pouvoir législatif est exercé par le Grand Conseil. Il est composé de 150 députés, qui sont élus par le peuple à la représentation proportionnelle et par districts.
Les rôles principaux du Grand Conseil sont :
- l'adoption des articles de la Constitution, des lois et des décrets cantonaux[15], sous réserve des droits du peuple
- l'adoption du budget annuel de l’État
- le contrôle de la gestion du Conseil d’État et de l'administration cantonale.

Le nombre de députés du Grand Conseil a varié suivant les années. De 200 membres entre 1974 à 1998, il est passé à 180 membres de 1998 à 2006. Depuis 2007, le Grand Conseil comprend 150 députés.

#### Législature 2022-2027
| Groupe parlementaire  | Députés | Pourcentage |
| --------------------- | ------- | ----------- |
| EAG-POP               | 7       | 4,67 %      |
| Parti socialiste      | 32      | 21,33 %     |
| Verts                 | 25      | 16,67 %     |
| PVL-Vaud Libre        | 13      | 8,67 %      |
| Parti libéral-radical | 50      | 33,33 %     |
| UDC                   | 23      | 15,33 %     |
| Total                 | 150     | 100,00 %    |

Grand conseil vaudois 2022

Le Grand Conseil est soumis à la loi du 8 mai 2007 sur le Grand Conseil.

### Pouvoir exécutif
L'exécutif du canton est en main du Conseil d'État, composé de sept membres, portant le titre de conseiller d'État, élus pour un mandat de cinq ans.

### Pouvoir judiciaire
- Tribunal cantonal[18]
- Tribunal cantonal (Vaud)
- Tribunaux d'arrondissement[19]
- Tribunaux de prud'hommes[20]
- Tribunal des mineurs[21]
- Tribunal des baux[22]

## Niveau communal
Pour plus de détails sur la politique d'une commune vaudoise voir la liste des communes du canton de Vaud.

### Pouvoir législatif
Le conseil communal est l'assemblée législative élue communale. Il est formé de 40 à 100 membres selon la taille et le nombre d'habitants de la commune. Ses tâches principales sont l'acceptation du budget et des comptes ainsi que le contrôle de la gestion de la commune. Les élections législatives ont lieu tous les cinq ans selon la Constitution vaudoise du 14 avril 2003.

### Pouvoir exécutif
L'exécutif de la commune vaudoise est la Municipalité.

### Élections
Avant 2001, les autorités communales étaient élues tous les quatre ans.
Depuis 2001, les autorités communales sont élues tous les cinq ans au printemps au suffrage direct par les habitants.
Jusqu'en 1981[Depuis quand ?], les autorités communales sont élues par le Conseil communal nouvellement élu l'année précédente (élection indirecte). Les premières élections ouvertes aux femmes sont celles de 1962.

#### Législatures
Les dates d'élections par législature sont les suivantes : 
- 1958-1961
- 1962-1965
- 1966-1969
- 1970-1973
- 1974-1977
- 1978-1981
- 1982-1985 (1er tour : 25 octobre 1981, 2e tour : 8 novembre 1981, Syndic : [...])
- 1986-1989 (1er tour : 27 octobre 1985, 2e tour : 10 novembre 1985, Syndic : 24 novembre 1985)
- 1990-1993 (1er tour : 28 octobre 1989, 2e tour : 11 novembre 1989, Syndic : 25 novembre 1989)
- 1994-1997 (1er tour : 31 octobre 1993, 2e tour : 14 novembre 1993, Syndic : [...])
- 1998-2001 (1er tour : 26 octobre 1997, 2e tour : [...], Syndic : [...])
- 2002-2006 (1er tour : 28 octobre 2001, 2e tour : 11 novembre 2001, Syndic : 25 novembre 2001)
- 2007-2011 (1er tour : 12 mars 2006, 2e tour : 2 avril 2006)
- 2011-2016
- 2016-2021